# خط تناوب الطور

البلاد الملونة بالأزرق هي التي تستخدم نظام PAL

نظام خط تناوب الطور أو خط تبادل الطور أو خط التناوب الطوري (بالإنجليزية: Phase Alternating Line)‏، يُختصر إلى PAL ويُقرأ بال، هو نظام لترميز الألوان في التلفزة التماثلية، يستخدم في معظم البلدان التي تستخدم البث التلفزيوني على 625 خط \ 50 حقل (25 إطار في الثانية)، (576i).
إن كل البلدان التي تستخدم نظام بال، هي حالياً في طور الانتقال أو انتقلت بالفعل إلى مواصفات DVB أو ISDB أو DTMB.

## تاريخياً
في الخمسينيات من القرن العشرين، سعت مجموعة من دول أوروبا الغربية إلى وضع مواصفات قياسية خاصة بالبث التلفزيوني الملون، وقد واجهتهم مشكلة أن معايير إن تي إس سي الأمريكية الموجودة في ذلك الوقت لا تناسب تردد 50 هرتز للتيار المتناوب المطبق في الدول الأوروبية. إضافةً إلى ذلك، تُظهرُ معيارية إن تي إس سي عدة نقاط ضعف بما فيها مشكلة انزياح الألوان تحت ظروف الإرسال السيئة، والتي تتحول إلى مشكلة كبيرة في أوروبا كنتيجةٍ لطبيعتها الجغرافية والمناخية. نظراً لتلك الأسباب تم تطوير كل من معايير بال وسيكام وكان السبب وراء ظهور أنظمة بث أخرى غير إن تي إس سي هو تقديم معيار للتلفزيون الملون ذو تردد صورة يتناسب مع التيار الكهربائي السائد في أوروبا وهو 50 حقلا في الثانية (50 هيرتز)، وإيجاد طريقة للتغلب على المشاكل الموجودة في معيارية NTSC.

يعد والتر بروخ، وهو مهندس ألماني في هانوفر، ألمانيا في محطة تيليفونكين Telefunken، أول من طور نظام بال. مع مساهمة هامة من الدكتوران كروز وجيرهارد ماهلر. وحصلت على براءة اختراع من قبل Telefunken في عام 1962، وقد تم الكشف عن نظام التشفير اللوني عام 1963 وكشف النقاب بعد ذلك عن اتحاد الإذاعات الأوروبية (EBU) في 3 يناير 1963، وتم تجريبه في كل من ألمانيا والمملكة المتحدة عام 1967 , قناة بي بي سي أول من استخدمت معيار البث ذو «625 خط» في المملكة المتحدة في عام 1964.
قامت شركة الإلكترونيات الفرنسية طومسون بشراء تيليفونكين، كما قامت بشراء شركة Compagnie Générale de Télévision التي عمل فيها هنري دي فرانس على تطوير نظام سيكام، الذي يعد تاريخيا أول نظام معياري لتلفزيون ملون في أوروربا.

تمتلك تومسون، ما يسمى الآن بـ Technicolor SA أو تكنيكولور SA، أيضا العلامة التجارية ل RCA وتراخيص لشركات أخرى؛ ة أيضاً مؤسسة الإذاعة الأمريكية، المنشئ لمعيار اللون التلفزيوني للـ إن تي إس سي قبل أن يصبح طومسون المعنية.

وغالبا ما يستخدم مصطلح PAL بشكل غير رسمي وغير دقيق إلى حد ما للإشارة إلى النظام التلفزيوني 625-line/50 هرتز (576i خط) بشكل عام، لتمييزها عن 525-line/60 هرتز (480I) المستخدم عادة مع إن تي إس سي.

وفقا لذلك، توصف أقراص دي في دي إما PAL أو NTSC (في إشارة غير رسمية لاعداد الخطوط ومعدل تحديث الإطار). يتم تعريفهم بـ EIA 525/60 أو CCIR 625/50؛ فبال وإن تي إس سي ليست سوى طريقة دمج الألوان في عملية الإرسال.

## ترميز اللون
كل من PAL ونظام NTSC استخدام التضمين سعة الباطن التربيعي والمعروفة باسم In-phase والـ Q وأو Quadrature-QAM والتي تضاف إلى إشارة نصوع الفيديو لتشكيل إشارة الفيديو المركب. وتردد الناقل الفرعي هو 4.43361875 ميغاهرتز للPAL، مقارنة ب 3.579545 ميغاهيرتز لـ إن تي إس سي. نظام سيكام، من ناحية أخرى، يستخدم نظام تضمين التردد على اثنين من النواقل الفرعية للون البديل لها على ترددين هما 4.25 و4.40625 ميغاهرتز.

اسم «خط تناوب الصورة» يصف الطريقة التي يتم عكس جزء من معلومات اللون على إشارة الفيديو مع كل سطر

## أنظمة البث بال المختلفة
الجدول التالي يبين أنظمة البث بال:
|                    | PAL B          | PAL G, H       | PAL I          | PAL D/K        | PAL M        | PAL N          |
| ------------------ | -------------- | -------------- | -------------- | -------------- | ------------ | -------------- |
| النطاق الترددي     | VHF            | UHF            | UHF/VHF*       | VHF/UHF        | VHF/UHF      | VHF/UHF        |
| الاطار             | 50             | 50             | 50             | 50             | 60           | 50             |
| الخطوط             | 625            | 625            | 625            | 625            | 525          | 625            |
| الخطوط المفعلة     | 576            | 576            | 582**          | 576            | 480          | 576            |
| تردد القناة        | 7 MHz          | 8 MHz          | 8 MHz          | 8 MHz          | 6 MHz        | 6 MHz          |
| تردد الفيديو       | 5.0 MHz        | 5.0 MHz        | 5.5 MHz        | 6.0 MHz        | 4.2 MHz      | 4.2 MHz        |
| الناقل الفرعي للون | 4.43361875 MHz | 4.43361875 MHz | 4.43361875 MHz | 4.43361875 MHz | 3.575611 MHz | 3.58205625 MHz |
| إشارة حامل الصوت   | 5.5 MHz        | 5.5 MHz        | 6.0 MHz        | 6.5 MHz        | 4.5 MHz      | 4.5 MHz        |

## بلدان تستخدم بال حالياً
أكثر من 120 بلدا وإقليماً تستخدم حاليا أو استخدمت مرة واحدة نظام PAL. العديد من هذه حالياً يتم تحويل PAL الأرضية إلى DVB-T ولا يزال غالبا ما يستخدم من قبل تلفزيون الكابل أو بالاشتراك مع معايير رقمية، مثل DVB-C).

### PAL B, G, D, K, or I
| - أفغانستان (along with SECAM) - ألبانيا (DVB-T introduction started in 2004) - أنغولا - Akrotiri and Dhekelia - أستراليا (DVB-T introduction started in 2001, PAL-B to be abandoned for DVB-T by 2013) - أذربيجان - البحرين (DVB-T introduction currently in assessment) - بنغلاديش - بوتان - البوسنة والهرسك - بوتسوانا - إقليم المحيط الهندي البريطاني - بروناي - كمبوديا (Kampuchea) (migrated from SECAM-M 1991-1992) - الكاميرون - الرأس الأخضر - الصين (PAL-D, digital broadcast using DMB-T/H) - جزيرة كريسماس (see Australia) - جزر كوك (see New Zealand) - تيمور الشرقية (Timor-Leste) - مصر (migrated from SECAM 1990–1992) - غينيا الإستوائية (along with SECAM) - إريتريا - إثيوبيا - جزر فوكلاند (UHF only) - فيجي - غامبيا - جورجيا (used SECAM, completely migrated to PAL-D/K in 2000s) - غانا - اليونان (PAL to be abandoned by the end of 2013. Simulcast in DVB-T) - غرينلاند - غينيا بيساو - هونغ كونغ (PAL-I, DMB-T/H introduced since 31 December 2007, PAL-I broadcast planned to be abandoned in 2015) - آيسلندا - الهند (PAL broadcast to be abandoned in 4 phases. DVB-T migration in Mumbai, Kolkata, Chennai and New Delhi on 1, November 2012. Bangalore, Gujurat, Hyderabad, Jaipur, Pune, Patna, Punjab and Uttar Pradesh on 1 June 2013. All urban areas on 30 September 2014. All remaining areas on 31 December 2014.) - إندونيسيا (PAL broadcast to be abandoned by 2018; simulcast in DVB-T since 2008) - إيران - العراق (DVB-T introduction currently in assessment) - الأردن (DVB-T introduction currently in assessment) - كينيا - كوسوفو - الكويت - لاوس (Once experimented in PAL-M) - لبنان (DVB-T introduction currently in assessment) - ليسوتو - ليبيريا | - ليبيا - مالاوي - ماليزيا (DVB-T2 digital launch currently scheduled for sometime in 2012. Analog shutoff currently scheduled for 2015) - المالديف - الجبل الأسود - موزمبيق - ناميبيا - ناورو - نيبال - نيوزيلندا (PAL broadcast to be abandoned by 2012–2017, simulcast in DVB-S (since 2007) & DVB-T (gradually rolled out since mid-2008 starting with major centres)) - نيجيريا - نييوي - جزيرة نورفولك (see Australia) - كوريا الشمالية (along with SECAM) - سلطنة عمان (DVB-T introduction currently in assessment) - باكستان - فلسطين (DVB-T introduction currently in assessment) - بابوا غينيا الجديدة - قطر (DVB-T introduction currently in assessment) - رومانيا (PAL to be abandoned by 1 January 2015; Simulcast in DVB-T) - رواندا (along with SECAM) - سانت هيلينا وأسينشين وتريستان دا كونا (Two PAL-I analogue TV services operated by BFBS) - ساموا - السعودية (along with SECAM) - صربيا (DVB-T2 officially announced in May 2009, PAL broadcast to be abandoned by 2015) - سيشل - سيراليون - سنغافورة (PAL broadcast to be abandoned on December 2013. Converted to DVB-T introduced in 2002 and DVB-T2 officially announced in 2012. Analog switchoff scheduled for 2020.) - جزر سليمان - الصومال - جنوب إفريقيا (PAL to be abandoned by 2013, is converting to DVB-T) - جنوب السودان - سريلانكا - السودان - سوازيلاند - سوريا (along with SECAM) - تنزانيا - تايلاند - تونغا (PAL broadcast to be abandoned. Analog shutoff scheduled for 15 June 2014. Simulcast in DVB-T) - تركيا - أوغندا - الإمارات العربية المتحدة - فانواتو - فيتنام (along with SECAM D. NTSC South and SECAM North broadcasts was used 1970-1991.) - اليمن (DVB-T introduction currently in assessment) - زامبيا - زيمبابوي |

### PAL-M
- البرازيل (بث متزامن with digital format in SBTVD-T), an update to ISDB-T, started in December 2007. PAL broadcast continues until 2016.

### PAL-N
- الأرجنتين (H264 video over ISDB-T, at 576i@50 Hz (SD) or 1080i@50 Hz (HD))
- الباراغواي (PAL broadcasts ceased in 2006 for NTSC. Simulcast in ISDB-T)
- الأوروغواي (will use ISDB-T, 2014-15)

## بلدان استخدمت بال من قبل
البلدان التالية لم تعد تستخدم PAL للبث الأرضي، على الرغم من PAL قد لا يزال يتم استخدامه في تطبيقات أقل مركزية مثل التماثلية وتلفزيون الكابل.
| الدولة          | تحولت إلى | تم كامل التحول    |
| --------------- | --------- | ----------------- |
| أندورا          | DVB-T     | 25 September 2007 |
| النمسا          | DVB-T     | 7 June 2011       |
| بلجيكا          | DVB-T     | 1 March 2010      |
| بلغاريا         | DVB-T     | 30 September 2013 |
| كرواتيا         | DVB-T     | 20 October 2010   |
| قبرص            | DVB-T     | 1 July 2011       |
| جمهورية التشيك  | DVB-T     | 30 June 2012      |
| الدنمارك        | DVB-T     | 1 November 2009   |
| إستونيا         | DVB-T     | 1 July 2010       |
| جزر فارو        | DVB-T     | December 2002     |
| فنلندا          | DVB-T     | 1 September 2007  |
| ألمانيا         | DVB-T     | 4 June 2009       |
| جبل طارق        | DVB-T     | 31 December 2012  |
| غيرنزي          | DVB-T     | 17 November 2010  |
| المجر           | DVB-T     | 31 October 2013   |
| أيرلندا         | DVB-T     | 24 October 2012   |
| إسرائيل         | DVB-T     | 13 June 2011      |
| إيطاليا         | DVB-T     | 4 July 2012       |
| جيرزي           | DVB-T     | 17 November 2010  |
| لاتفيا          | DVB-T     | 1 June 2010       |
| ليتوانيا        | DVB-T     | 29 October 2012   |
| لوكسمبورغ       | DVB-T     | 1 September 2006  |
| مقدونيا         | DVB-T     | 31 May 2013       |
| مالطا           | DVB-T     | 31 October 2011   |
| موناكو          | DVB-T     | 24 May 2011       |
| هولندا          | DVB-T     | 14 December 2006  |
| النرويج         | DVB-T     | 1 December 2009   |
| بولندا          | DVB-T     | 23 July 2013      |
| البرتغال        | DVB-T     | 26 April 2012     |
| سان مارينو      | DVB-T     | 2 December 2010   |
| سلوفينيا        | DVB-T     | 1 December 2010   |
| سلوفاكيا        | DVB-T     | 31 December 2012  |
| إسبانيا         | DVB-T     | 3 April 2010      |
| السويد          | DVB-T     | 29 October 2007   |
| سويسرا          | DVB-T     | 26 November 2007  |
| المملكة المتحدة | DVB-T     | 24 October 2012   |